# 張君 (足球運動員)
張君（Zhang Jun，1992年7月1日—），生於中國武漢市，中國足球運動員，司職中場，現時效力香港超級聯賽球會標準流浪。

## 早年生活
張君生於中國武漢市，由於家人都喜歡足球，故他在5歲時就被送到中國足球學校寄宿，直到小學三年級時遠赴中超球會長春亞泰青年軍，期間獲國足青年軍徵召，離開亞泰青年軍後，他獲父親的朋友推薦加盟中超球會武漢光谷的青年軍，但他沒有被教練提升到一隊。

## 球員生涯
直到2008年，武漢光谷退出中超後，他有一年時間沒有班落，轉輾到廣州番禺參與五人足球聯賽，期間認識到效力甲組球會和富大埔的國援球員陳立明和荊騰，於是他在9月時到和富大埔試腳，再在兩星期後獲中超球會南昌八一的領隊朱炯邀請試腳，與此同時，他在中甲球會廣州恆大跟操，並獲恆大提供合約予他，最後他選擇加盟南昌八一，但是他因隊内的關係問題，在一年內只獲得兩場上陣機會，結果他在2012年被外借到中乙球會江西聯盛。
直到2013後，張君選擇離開南昌八一，並透過朋友推薦來香港加盟甲組球會晨曦，並在2014年月12日對乙組球會葵青的足總盃16強，梅開二度兼錄得加盟後的首個入球，最終協助晨曦創球會入球紀錄以9–1勝出，可是球會在球季後沒有選擇申請港超聯的牌照，留在甲組聯賽角逐。
於是張君追隨教練招重文轉會港超聯的黃大仙，並在2015年4月12日對班霸東方的足總盃8強，在39分鐘憑一記罰球取得加盟後的首個入球，但是最終東方以3–5落敗，而他在首季港超聯協助黃大仙獲得聯賽第8名成功護級，與此同時，他連續居港滿兩年後獲得香港身分證，並轉為本地球員身份在香港足總註冊。
自張君轉為本地球員身份後，他連續三年獲港超聯班霸傑志的高層邀請加盟，但最後他為向招重文報恩而拒絕邀請，可是黃大仙最後都在第二季降班收場，於是他在球季結束後選擇繼續跟隨招重文轉會以年輕球員組成的標準灝天，並協助球隊於11隊中獲得第9護級成功，可是他在球季結束後轉會至甲組球會淦源，並協助球會開季三連勝，結果他得到港超聯球會標準流浪邀請加盟。結果流浪在4月22日主場不敵R&F富力後，宣告護級失敗。

## 外部連結
- 香港足球總會註冊球員資料 （页面存档备份，存于）